# Condado de Ruiz de Castilla
El Condado de Ruiz de Castilla es un título nobiliario español creado por Real decreto el 10 de octubre de 1790 y Real despacho el 24 de diciembre del mismo año por el rey Carlos IV a favor de Manuel María Ruiz Urriés de Castilla y Pujadas, Ortilla, Huesca, Aragón (1734-1812), con el vizcondado previo de la Torre de Loreto.
Manuel Ruiz Urriés de Castilla y Pujadas había sido previamente Corregidor de Chilques y  Masques (o Paruro) en el Corregimiento del Cuzco y en el año de creación del título había sido nombrado Gobernador Intendente de Huancavelica. Luego sería Presidente de las Reales Audiencias de Cuzco y Quito y Gobernador de la Provincia de Quito.
Tuvo con su esposa María de la Purificación Casasús, un hijo único, Antonio José María, nacido en España, que no dejó descendencia. Posteriormente, en el Perú, tuvo un hijo nacido en América llamado Pedro Pablo, el cual dejó descendencia directa conocida, establecida inicialmente en la ciudad peruana de Coracora, en el departamento de Ayacucho. Sus descendientes pasaron a apellidarse Ruiz de Castilla o solamente Castilla y son conocidos en la región peruana de Ayacucho. El ambiente contrario a la monarquía y a los peninsulares, propio de la Independencia, hizo que muchos aristócratas españoles empobrecidos se refugiaran en aldeas remotas para evitar la persecución, de allí que no existan muchas pruebas documentales de aquellos tiempos, como no las hay de muchas familias americanas separadas por el proceso independiente. 
A falta de descendientes directos en España, el título fue reclamado por María de las Mercedes Otal y Claramunt, descendiente indirecta del titular original, y fue rehabilitado por el rey Alfonso XIII el 26 de febrero de 1903 a su favor, cediéndole el título a su hija Pilar San Gil y Otal el 25 de abril de 1903. Actualmente es ostentado por la familia Goyeneche, originaria de Arequipa, Perú y residente en España desde finales del siglo XIX.
La denominación hace referencia al apellido de la familia paterna del primer titular.

## Condes de Ruiz de Castilla
|                                 | Titular                                                 | Periodo                |
| Creación por Carlos IV          | Creación por Carlos IV                                  | Creación por Carlos IV |
| ------------------------------- | ------------------------------------------------------- | ---------------------- |
| I                               | Manuel María Ruiz Urriés de Castilla y Pujadas          | 1790-1812              |
| II                              | Antonio José María Ruiz Urriés de Castilla y Casasús    | ?-?                    |
| Rehabilitación por Alfonso XIII |                                                         |                        |
| III                             | María de las Mercedes Otal y Claramunt Pérez de Suelves | 1903                   |
| IV                              | María del Pilar San Gil y Otal                          | 1903-1914              |
| V                               | Juan María de Goyeneche y San Gil                       | 1915-1963              |
| VI                              | Juan de Goyeneche y Moreno                              | 1963-2006              |
| VII                             | Juan de Goyeneche y Ordovás                             | 2009-actualidad        |

## Árbol genealógico
|                                                                                                  |                                                                                                  |                                                                                                  |                                                                                                  |                                                                                                  |                                                                                                  | Juan de Sepúlveda, alias de Castilla (?-1467)                     |  |  |  |  |  | | | | | | |  |  |  |  |  |  |  |  |  |  |  |  |  |  |  |  |
|                                                                                                  |                                                                                                  |                                                                                                  |                                                                                                  |                                                                                                  |                                                                                                  |                                                                   |  |  |  |  |  | | | | | | |  |  |  |  |  |  |  |  |  |  |  |  |  |  |  |  |
|                                                                                                  |                                                                                                  |                                                                                                  |                                                                                                  |                                                                                                  |                                                                                                  | Juan Ruiz de Castilla y Rosillo (?-1523)                          |  |  |  |  |  | | | | | | |  |  |  |  |  |  |  |  |  |  |  |  |  |  |  |  |
|                                                                                                  |                                                                                                  |                                                                                                  |                                                                                                  |                                                                                                  |                                                                                                  |                                                                   |  |  |  |  |  | | | | | | |  |  |  |  |  |  |  |  |  |  |  |  |  |  |  |  |
|                                                                                                  |                                                                                                  |                                                                                                  |                                                                                                  |                                                                                                  |                                                                                                  | Martín Ruiz de Castilla y Egea, señor consorte de Nisano (?-1564) |  |  |  |  |  | | | | | | |  |  |  |  |  |  |  |  |  |  |  |  |  |  |  |  |
|                                                                                                  |                                                                                                  |                                                                                                  |                                                                                                  |                                                                                                  |                                                                                                  |                                                                   |  |  |  |  |  | | | | | | |  |  |  |  |  |  |  |  |  |  |  |  |  |  |  |  |
|                                                                                                  |                                                                                                  |                                                                                                  |                                                                                                  |                                                                                                  |                                                                                                  | Alonso Ruiz de Castilla y Urriés, señor de Nisano (?-1597)        |  |  |  |  |  | | | | | | |  |  |  |  |  |  |  |  |  |  |  |  |  |  |  |  |
|                                                                                                  |                                                                                                  |                                                                                                  |                                                                                                  |                                                                                                  |                                                                                                  |                                                                   |  |  |  |  |  | | | | | | |  |  |  |  |  |  |  |  |  |  |  |  |  |  |  |  |
|                                                                                                  |                                                                                                  |                                                                                                  |                                                                                                  |                                                                                                  |                                                                                                  | Juan Bernardino Ruiz de Castilla y Urriés y Felices (1588-1653)   |  |  |  |  |  | | | | | | |  |  |  |  |  |  |  |  |  |  |  |  |  |  |  |  |
|                                                                                                  |                                                                                                  |                                                                                                  |                                                                                                  |                                                                                                  |                                                                                                  |                                                                   |  |  |  |  |  | | | | | | |  |  |  |  |  |  |  |  |  |  |  |  |  |  |  |  |
|                                                                                                  |                                                                                                  |                                                                                                  |                                                                                                  |                                                                                                  |                                                                                                  | José Martín Ruiz de Castilla y Urriés y Biota (1612-1680)         |  |  |  |  |  | | | | | | |  |  |  |  |  |  |  |  |  |  |  |  |  |  |  |  |
|                                                                                                  |                                                                                                  |                                                                                                  |                                                                                                  |                                                                                                  |                                                                                                  |                                                                   |  |  |  |  |  | | | | | | |  |  |  |  |  |  |  |  |  |  |  |  |  |  |  |  |
|                                                                                                  |                                                                                                  |                                                                                                  |                                                                                                  |                                                                                                  |                                                                                                  |                                                                   |  |  |  |  |  | | | | | | |  |  |  |  |  |  |  |  |  |  |  |  |  |  |  |  |
| Bernardo Ruiz de Castilla y Urriés y Segura, señor consorte de Ortillacid (1642-1687)            | Bernardo Ruiz de Castilla y Urriés y Segura, señor consorte de Ortillacid (1642-1687)            | Bernardo Ruiz de Castilla y Urriés y Segura, señor consorte de Ortillacid (1642-1687)            | Bernardo Ruiz de Castilla y Urriés y Segura, señor consorte de Ortillacid (1642-1687)            | Bernardo Ruiz de Castilla y Urriés y Segura, señor consorte de Ortillacid (1642-1687)            | Bernardo Ruiz de Castilla y Urriés y Segura, señor consorte de Ortillacid (1642-1687)            |                                                                   |  |  |  |  |  | Gertrudis Ruiz de Castilla y Urriés y Segura, señora consorte de Suelves y Artasona (1651-1691)                                                                             | Gertrudis Ruiz de Castilla y Urriés y Segura, señora consorte de Suelves y Artasona (1651-1691)               | Gertrudis Ruiz de Castilla y Urriés y Segura, señora consorte de Suelves y Artasona (1651-1691)               | Gertrudis Ruiz de Castilla y Urriés y Segura, señora consorte de Suelves y Artasona (1651-1691)               | Gertrudis Ruiz de Castilla y Urriés y Segura, señora consorte de Suelves y Artasona (1651-1691)               | Gertrudis Ruiz de Castilla y Urriés y Segura, señora consorte de Suelves y Artasona (1651-1691)               |  |  |  |  |  |  |  |  |  |  |  |  |  |  |  |  |
| Bernardo Ruiz de Castilla y Urriés y Segura, señor consorte de Ortillacid (1642-1687)            | Bernardo Ruiz de Castilla y Urriés y Segura, señor consorte de Ortillacid (1642-1687)            | Bernardo Ruiz de Castilla y Urriés y Segura, señor consorte de Ortillacid (1642-1687)            | Bernardo Ruiz de Castilla y Urriés y Segura, señor consorte de Ortillacid (1642-1687)            | Bernardo Ruiz de Castilla y Urriés y Segura, señor consorte de Ortillacid (1642-1687)            | Bernardo Ruiz de Castilla y Urriés y Segura, señor consorte de Ortillacid (1642-1687)            |                                                                   |  |  |  |  |  | Gertrudis Ruiz de Castilla y Urriés y Segura, señora consorte de Suelves y Artasona (1651-1691)                                                                             | Gertrudis Ruiz de Castilla y Urriés y Segura, señora consorte de Suelves y Artasona (1651-1691)               | Gertrudis Ruiz de Castilla y Urriés y Segura, señora consorte de Suelves y Artasona (1651-1691)               | Gertrudis Ruiz de Castilla y Urriés y Segura, señora consorte de Suelves y Artasona (1651-1691)               | Gertrudis Ruiz de Castilla y Urriés y Segura, señora consorte de Suelves y Artasona (1651-1691)               | Gertrudis Ruiz de Castilla y Urriés y Segura, señora consorte de Suelves y Artasona (1651-1691)               |  |  |  |  |  |  |  |  |  |  |  |  |  |  |  |  |
| José Ruiz de Castilla y Urriés y Cavero, señor de Ortillacid y de la mitad de Lizana (1675-1740) | José Ruiz de Castilla y Urriés y Cavero, señor de Ortillacid y de la mitad de Lizana (1675-1740) | José Ruiz de Castilla y Urriés y Cavero, señor de Ortillacid y de la mitad de Lizana (1675-1740) | José Ruiz de Castilla y Urriés y Cavero, señor de Ortillacid y de la mitad de Lizana (1675-1740) | José Ruiz de Castilla y Urriés y Cavero, señor de Ortillacid y de la mitad de Lizana (1675-1740) | José Ruiz de Castilla y Urriés y Cavero, señor de Ortillacid y de la mitad de Lizana (1675-1740) |                                                                   |  |  |  |  |  | Melchor Claramunt Pérez de Suelves y Ruiz de Castilla y Urriés (?-1744) | Melchor Claramunt Pérez de Suelves y Ruiz de Castilla y Urriés (?-1744)                                       | Melchor Claramunt Pérez de Suelves y Ruiz de Castilla y Urriés (?-1744)                                       | Melchor Claramunt Pérez de Suelves y Ruiz de Castilla y Urriés (?-1744)                                       | Melchor Claramunt Pérez de Suelves y Ruiz de Castilla y Urriés (?-1744)                                       | Melchor Claramunt Pérez de Suelves y Ruiz de Castilla y Urriés (?-1744)                                       |  |  |  |  |  |  |  |  |  |  |  |  |  |  |  |  |
| José Ruiz de Castilla y Urriés y Cavero, señor de Ortillacid y de la mitad de Lizana (1675-1740) | José Ruiz de Castilla y Urriés y Cavero, señor de Ortillacid y de la mitad de Lizana (1675-1740) | José Ruiz de Castilla y Urriés y Cavero, señor de Ortillacid y de la mitad de Lizana (1675-1740) | José Ruiz de Castilla y Urriés y Cavero, señor de Ortillacid y de la mitad de Lizana (1675-1740) | José Ruiz de Castilla y Urriés y Cavero, señor de Ortillacid y de la mitad de Lizana (1675-1740) | José Ruiz de Castilla y Urriés y Cavero, señor de Ortillacid y de la mitad de Lizana (1675-1740) |                                                                   |  |  |  |  |  | Melchor Claramunt Pérez de Suelves y Ruiz de Castilla y Urriés (?-1744) | Melchor Claramunt Pérez de Suelves y Ruiz de Castilla y Urriés (?-1744)                                       | Melchor Claramunt Pérez de Suelves y Ruiz de Castilla y Urriés (?-1744)                                       | Melchor Claramunt Pérez de Suelves y Ruiz de Castilla y Urriés (?-1744)                                       | Melchor Claramunt Pérez de Suelves y Ruiz de Castilla y Urriés (?-1744)                                       | Melchor Claramunt Pérez de Suelves y Ruiz de Castilla y Urriés (?-1744)                                       |  |  |  |  |  |  |  |  |  |  |  |  |  |  |  |  |
| Manuel María Ruiz Urriés de Castilla y Pujadas, I conde de Ruiz de Castilla (1734-1812)          | Manuel María Ruiz Urriés de Castilla y Pujadas, I conde de Ruiz de Castilla (1734-1812)          | Manuel María Ruiz Urriés de Castilla y Pujadas, I conde de Ruiz de Castilla (1734-1812)          | Manuel María Ruiz Urriés de Castilla y Pujadas, I conde de Ruiz de Castilla (1734-1812)          | Manuel María Ruiz Urriés de Castilla y Pujadas, I conde de Ruiz de Castilla (1734-1812)          | Manuel María Ruiz Urriés de Castilla y Pujadas, I conde de Ruiz de Castilla (1734-1812)          |                                                                   |  |  |  |  |  | Alberto Nicolás Pérez de Suelves y Zamora Claramunt y Oriola, señor de Suelves y Artasona (1713-1791)                                                                       | Alberto Nicolás Pérez de Suelves y Zamora Claramunt y Oriola, señor de Suelves y Artasona (1713-1791)         | Alberto Nicolás Pérez de Suelves y Zamora Claramunt y Oriola, señor de Suelves y Artasona (1713-1791)         | Alberto Nicolás Pérez de Suelves y Zamora Claramunt y Oriola, señor de Suelves y Artasona (1713-1791)         | Alberto Nicolás Pérez de Suelves y Zamora Claramunt y Oriola, señor de Suelves y Artasona (1713-1791)         | Alberto Nicolás Pérez de Suelves y Zamora Claramunt y Oriola, señor de Suelves y Artasona (1713-1791)         |  |  |  |  |  |  |  |  |  |  |  |  |  |  |  |  |
| Manuel María Ruiz Urriés de Castilla y Pujadas, I conde de Ruiz de Castilla (1734-1812)          | Manuel María Ruiz Urriés de Castilla y Pujadas, I conde de Ruiz de Castilla (1734-1812)          | Manuel María Ruiz Urriés de Castilla y Pujadas, I conde de Ruiz de Castilla (1734-1812)          | Manuel María Ruiz Urriés de Castilla y Pujadas, I conde de Ruiz de Castilla (1734-1812)          | Manuel María Ruiz Urriés de Castilla y Pujadas, I conde de Ruiz de Castilla (1734-1812)          | Manuel María Ruiz Urriés de Castilla y Pujadas, I conde de Ruiz de Castilla (1734-1812)          |                                                                   |  |  |  |  |  | Alberto Nicolás Pérez de Suelves y Zamora Claramunt y Oriola, señor de Suelves y Artasona (1713-1791)                                                                       | Alberto Nicolás Pérez de Suelves y Zamora Claramunt y Oriola, señor de Suelves y Artasona (1713-1791)         | Alberto Nicolás Pérez de Suelves y Zamora Claramunt y Oriola, señor de Suelves y Artasona (1713-1791)         | Alberto Nicolás Pérez de Suelves y Zamora Claramunt y Oriola, señor de Suelves y Artasona (1713-1791)         | Alberto Nicolás Pérez de Suelves y Zamora Claramunt y Oriola, señor de Suelves y Artasona (1713-1791)         | Alberto Nicolás Pérez de Suelves y Zamora Claramunt y Oriola, señor de Suelves y Artasona (1713-1791)         |  |  |  |  |  |  |  |  |  |  |  |  |  |  |  |  |
| Antonio José María Ruiz Urriés de Castilla y Casasús, II conde de Ruiz de Castilla (1761-1819)   | Antonio José María Ruiz Urriés de Castilla y Casasús, II conde de Ruiz de Castilla (1761-1819)   | Antonio José María Ruiz Urriés de Castilla y Casasús, II conde de Ruiz de Castilla (1761-1819)   | Antonio José María Ruiz Urriés de Castilla y Casasús, II conde de Ruiz de Castilla (1761-1819)   | Antonio José María Ruiz Urriés de Castilla y Casasús, II conde de Ruiz de Castilla (1761-1819)   | Antonio José María Ruiz Urriés de Castilla y Casasús, II conde de Ruiz de Castilla (1761-1819)   |                                                                   |  |  |  |  |  | Alberto Juan Bautista Claramunt Pérez de Suelves Oriola y Azlor de Aragón, II marqués de Artasona (1789-1848)                                                               | Alberto Juan Bautista Claramunt Pérez de Suelves Oriola y Azlor de Aragón, II marqués de Artasona (1789-1848) | Alberto Juan Bautista Claramunt Pérez de Suelves Oriola y Azlor de Aragón, II marqués de Artasona (1789-1848) | Alberto Juan Bautista Claramunt Pérez de Suelves Oriola y Azlor de Aragón, II marqués de Artasona (1789-1848) | Alberto Juan Bautista Claramunt Pérez de Suelves Oriola y Azlor de Aragón, II marqués de Artasona (1789-1848) | Alberto Juan Bautista Claramunt Pérez de Suelves Oriola y Azlor de Aragón, II marqués de Artasona (1789-1848) |  |  |  |  |  |  |  |  |  |  |  |  |  |  |  |  |
| Antonio José María Ruiz Urriés de Castilla y Casasús, II conde de Ruiz de Castilla (1761-1819)   | Antonio José María Ruiz Urriés de Castilla y Casasús, II conde de Ruiz de Castilla (1761-1819)   | Antonio José María Ruiz Urriés de Castilla y Casasús, II conde de Ruiz de Castilla (1761-1819)   | Antonio José María Ruiz Urriés de Castilla y Casasús, II conde de Ruiz de Castilla (1761-1819)   | Antonio José María Ruiz Urriés de Castilla y Casasús, II conde de Ruiz de Castilla (1761-1819)   | Antonio José María Ruiz Urriés de Castilla y Casasús, II conde de Ruiz de Castilla (1761-1819)   |                                                                   |  |  |  |  |  | Alberto Juan Bautista Claramunt Pérez de Suelves Oriola y Azlor de Aragón, II marqués de Artasona (1789-1848)                                                               | Alberto Juan Bautista Claramunt Pérez de Suelves Oriola y Azlor de Aragón, II marqués de Artasona (1789-1848) | Alberto Juan Bautista Claramunt Pérez de Suelves Oriola y Azlor de Aragón, II marqués de Artasona (1789-1848) | Alberto Juan Bautista Claramunt Pérez de Suelves Oriola y Azlor de Aragón, II marqués de Artasona (1789-1848) | Alberto Juan Bautista Claramunt Pérez de Suelves Oriola y Azlor de Aragón, II marqués de Artasona (1789-1848) | Alberto Juan Bautista Claramunt Pérez de Suelves Oriola y Azlor de Aragón, II marqués de Artasona (1789-1848) |  |  |  |  |  |  |  |  |  |  |  |  |  |  |  |  |
|                                                                                                  |                                                                                                  |                                                                                                  |                                                                                                  |                                                                                                  |                                                                                                  |                                                                   |  |  |  |  |  | María del Pilar Claramunt Pérez de Suelves y Sánchez Muñoz, IV marquesa de Artasona (1828-1915)                                                                             | | | | | |  |  |  |  |  |  |  |  |  |  |  |  |  |  |  |  |
|                                                                                                  |                                                                                                  |                                                                                                  |                                                                                                  |                                                                                                  |                                                                                                  |                                                                   |  |  |  |  |  | | | | | | |  |  |  |  |  |  |  |  |  |  |  |  |  |  |  |  |
|                                                                                                  |                                                                                                  |                                                                                                  |                                                                                                  |                                                                                                  |                                                                                                  |                                                                   |  |  |  |  |  | María de las Mercedes Otal y Claramunt Pérez de Suelves, III condesa de Ruiz de Castilla V marquesa de Artasona (1857-1937)                                                 | | | | | |  |  |  |  |  |  |  |  |  |  |  |  |  |  |  |  |
|                                                                                                  |                                                                                                  |                                                                                                  |                                                                                                  |                                                                                                  |                                                                                                  |                                                                   |  |  |  |  |  | | | | | | |  |  |  |  |  |  |  |  |  |  |  |  |  |  |  |  |
|                                                                                                  |                                                                                                  |                                                                                                  |                                                                                                  |                                                                                                  |                                                                                                  |                                                                   |  |  |  |  |  | María del Pilar San Gil y Otal, IV condesa de Ruiz de Castilla (1882-1914)                                                                                                  | | | | | |  |  |  |  |  |  |  |  |  |  |  |  |  |  |  |  |
|                                                                                                  |                                                                                                  |                                                                                                  |                                                                                                  |                                                                                                  |                                                                                                  |                                                                   |  |  |  |  |  | | | | | | |  |  |  |  |  |  |  |  |  |  |  |  |  |  |  |  |
|                                                                                                  |                                                                                                  |                                                                                                  |                                                                                                  |                                                                                                  |                                                                                                  |                                                                   |  |  |  |  |  | Juan María de Goyeneche y San Gil, V conde de Ruiz de Castilla, VI marqués de Artasona, IX marqués de Villafuerte, V conde de Guaqui, VI conde de Casa Saavedra (1903-1991) | | | | | |  |  |  |  |  |  |  |  |  |  |  |  |  |  |  |  |
|                                                                                                  |                                                                                                  |                                                                                                  |                                                                                                  |                                                                                                  |                                                                                                  |                                                                   |  |  |  |  |  | | | | | | |  |  |  |  |  |  |  |  |  |  |  |  |  |  |  |  |
|                                                                                                  |                                                                                                  |                                                                                                  |                                                                                                  |                                                                                                  |                                                                                                  |                                                                   |  |  |  |  |  | Juan de Goyeneche y Moreno, VI conde de Ruiz de Castilla (¿?-2006) | | | | | |  |  |  |  |  |  |  |  |  |  |  |  |  |  |  |  |
|                                                                                                  |                                                                                                  |                                                                                                  |                                                                                                  |                                                                                                  |                                                                                                  |                                                                   |  |  |  |  |  | | | | | | |  |  |  |  |  |  |  |  |  |  |  |  |  |  |  |  |
|                                                                                                  |                                                                                                  |                                                                                                  |                                                                                                  |                                                                                                  |                                                                                                  |                                                                   |  |  |  |  |  | Juan de Goyeneche y Ordovás, VII conde de Ruiz de Castilla | | | | | |  |  |  |  |  |  |  |  |  |  |  |  |  |  |  |  |

## Historia de los condes de Ruiz de Castilla
- Manuel María Ruiz Urriés de Castilla y Pujadas (Ortilla, 1734-Quito, 1812), I conde de Ruiz de Castilla. Fue brigadier de los Reales Ejércitos, Intendente de las Minas de Huancavelica, gobernador General de Cuzco (Perú) y Presidente de las Audiencias de Cuzco y Quito. Fue hijo del señor de Ortillacid y de la mitad de Lizana, José Ruiz de Castilla y Urriés y Cavero (hijo de Bernardo Ruiz de Castilla y Urriés y Segura y de Antonia Cavero y Esteban, señora de Ortillacid) y de su esposa Margarita Pujadas y Cabañas (hija de Juan Pujadas Sanz de Berrozpe y Muñoz y de Teresa Rosa Cabañas y Heredia).[3]

1. Casó con María de la Purificación Casasús y Navía-Osorio, hija de José Javier Casasús Judici de Acharte, caballero de la Orden de Montesa y de Margarita de Navía-Osorio y Roig (hija de Álvaro José de Navia-Osorio y Vigil de la Rúa, III marqués de Santa Cruz de Marcenado, vizconde del Puerto, señor de la casa de Celles y de la Torre de Vigil y de su segunda esposa, Maria Teresa Roig y Magriña). Fue también hermana del literato José Joaquín Casasús y Navía de Osorio. Le sucedió su hijo:

- Antonio José María Ruiz Urriés de Castilla y Casasús (Huesca, 1761-1819), II conde de Ruiz de Castilla. Fue brigadier de los Reales Ejércitos, Caballero de la Orden de Santiago e Introductor de Embajadores. Nacido en Huesca, España.

1. Casó con Manuela María de Pascali y Pau (Barcelona, hacia 1774-Tarragona, 1810), hija única de José Manuel de Pascali y Santpere (?-1808), I barón de San Luis (en catalán: Sant Lluís)  y María de Pau y van Marck de Lummen (?-Madrid, 1812), dama de la Orden de las Damas Nobles de la Reina María Luisa. Tuvieron un hijo, Carlos Luis Fernando (Madrid, 1793-Madrid, 1795), cuya acta de bautizo está ubicada en el archivo de la Parroquia madrileña de San Sebastián. Fueron padrinos de este bautizo los Reyes D. Carlos IV de Borbón y su esposa María Luisa, y en su nombre el Conde de Castel Blanco y la Marquesa de Bélgida.[4] Carlos Luis murió a los 22 meses y 8 días. Al no haber descendientes directos, el título quedó vacante.

El título fue rehabilitado en 1903 por:
- María de las Mercedes Otal y Claramunt Pérez de Suelves (1857-1937), III condesa de Ruiz de Castilla, V marquesa de Artasona. Nació el 24 de septiembre de 1857, y falleció el 18 de noviembre de 1937. Fue hija de José Otal y Pitarque, nacido en Almudévar el 30 de julio de 1824, fallecido el 7 de agosto de 1890, y casado el 24 de octubre de 1852 con María del Pilar Claramunt Pérez de Suelves y Sánchez Muñoz, IV marquesa de Artasona, nacida el 5 de enero de 1828 y fallecida el 26 de enero de 1915. Fue sobrina nieta cuarta de Antonio María Ruiz de Castilla y Casasús, II conde de Ruiz de Castilla, por ser nieta de Alberto Claramunt Pérez de Suelves Oriola y Azlor de Aragón, II marqués de Artasona, primo tercero de Antonio Ruiz de Castilla y Casasús. Alberto María fue bisnieto de Gertrudis Ruiz de Castilla y Urriés y Segura, y esta fue hermana de Bernardo Ruiz de Castilla y Urriés y Segura, bisabuelo del segundo conde de Ruiz de Castilla. Además, Gertrudis Ruiz de Castilla y Urriés se había casado con su tío tercero, Gaspar Claramunt Pérez de Suelves y Luna, señor de Suelves y Artasona (Gaspar era bisnieto de Juan Pérez de Suelves y Ana Doz, señores de Suelves, y estos eran tatarabuelos de Gertrudis por medio de su abuela, Ana Paciencia de Biota y Pérez de Suelves).

1. Casó en Mallén, el 15 de noviembre de 1875, con José de San Gil y Villanueva, fallecido en Borja el 8 de octubre de 1884 (hijo tercero de José de San Gil Heredia, fallecido el 26 de agosto de 1869, y casado, el 14 de julio de 1845, con Isabel de Villanueva y Altarriba, nacida en Zaragoza el 19 de noviembre de 1822 y fallecida el 6 de febrero de 1894, hija del IX Conde de Atarés, IV de Alba Real, V Marqués de Villalba, y de la hija del Conde de Robres). Le sucedió, por cesión en 1903, su hija:

- María del Pilar San Gil y Otal (1882-1914), IV condesa de Ruiz de Castilla. Nacida el 5 de mayo de 1880, fallecida el 18 de mayo de 1914.

1. Casó el 24 de septiembre de 1902 con José Juan de Goyeneche y de la Puente IV Marqués de Corpa desde 1905, VIII marqués de Villafuerte desde 1922,[5] IV conde de Guaqui con Grandeza; III conde de Casa Saavedra; nacido en Lima el 5 de marzo de 1863. En 1915 le sucedió su hijo:

- Juan María de Goyeneche y San Gil (1903-1991), V conde de Ruiz de Castilla; VII marqués de Corpa, desde 1950; V conde de Guaqui, desde 1951, con Grandeza; VI marqués de Artasona; IX marqués de Villafuerte, desde 1951; IV conde de Casa Saavedra.

1. Casó con María del Carmen Moreno y Torres, hija del ingeniero de caminos Alfredo Moreno Osorio, I conde de Santa Marta de Babío (hijo de Alfredo Moreno Moscoso de Altamira, III conde de Fontao y de María de los Dolores Osorio y Chacón) y de Carmen Torrés Calderón. Le sucedió, por cesión en 1963, su hijo:

- Juan de Goyeneche y Moreno (¿?-2006), VI conde de Ruiz de Castilla.

1. Casó en Madrid, en 1965, con Cristina Ordovás y Gómez-Jordana, hija de Manuel Ordovás González y de María Adelaida Gómez-Jordana Huelin (hija de Alfonso Gómez-Jordana Sousa y de María Huelin Salas). Falleció en 2006. Le sucedió en 2009 su hijo:

- Juan de Goyeneche y Ordovás, VII conde de Ruiz de Castilla.